# Márky Sándor
Márky Sándor (Arad, 1919. augusztus 5. – Arad, 1969. december 4.) magyar nemzetiségű román válogatott labdarúgó, kapus.

## Pályafutása

### Klubcsapatban
Az SG Arad csapatában kezdte a labdarúgást. 1942 és 1944 között a Kolozsvár AC labdarúgója volt. 1944-ben bajnoki bronzérmes és magyar kupa-döntős volt. 1946 és 1951 között az ITA Arad csapatában szerepelt, ahol három bajnoki címet és egy román kupa győzelmet szerzett a csapattal. 1952-ben a Metalul Brașov együttesében szerepelt.

### A válogatottban
1948 és 1950 között négy alkalommal szerepelt a román válogatottban.

## Sikerei, díjai
- Magyar bajnokság
  - 3.: 1943–44
- Magyar kupa
  - döntős: 1944
- Román bajnokság
  - bajnok: 1946–47, 1947–48, 1950
- Román kupa
  - győztes: 1948

## Statisztika

### Mérkőzései a román válogatottban
| Románia | Románia         | Románia                     | Románia       | Románia  | Románia       | Románia     | Románia | Románia |
| #       | Dátum           | Helyszín                    | Hazai         | Eredmény | Vendég        | Kiírás      | Gólok   | Esemény |
| ------- | --------------- | --------------------------- | ------------- | -------- | ------------- | ----------- | ------- | ------- |
| 1.      | 1948. május 2.  | Bukarest                    | Románia       | 0 – 1    | Albánia       | Balkán-kupa | -       | 81'     |
| 2.      | 1948. június 6. | Újpest, Megyeri úti stadion | Magyarország  | 9 – 0    | Románia       | Balkán-kupa | -       |         |
| 3.      | 1950. május 14. | Wrocław                     | Lengyelország | 3 – 3    | Románia       | barátságos  | -       |         |
| 4.      | 1950. május 21. | Bukarest                    | Románia       | 1 – 1    | Csehszlovákia | barátságos  | -       |         |
|         | Összesen        |                             |               | 4        | mérkőzés      |             | 0       | gól     |